# Saint-Romain-en-Viennois
Pour les articles homonymes, voir Viennois (homonymie).
Saint-Romain-en-Viennois est une commune française, située dans le département de Vaucluse en région Provence-Alpes-Côte d'Azur.

## Géographie
Saint-Romain-en-Viennois fait partie de l'aire urbaine de Vaison-la-Romaine.
|                   | Puyméras                   | Puyméras |
| Vaison-la-Romaine | Saint-Romain-en-Viennois   | Faucon   |
|                   | Saint-Marcellin-lès-Vaison |          |

### Accès et transports
La route départementale 71 rejoint la 86 au niveau du bourg et permettent la traversée de la commune sur un axe plus ou moins est-ouest.
La route départementale 938 traverse aussi la commune, au nord-ouest du bourg.
L'autoroute la plus proche est l'autoroute A7.

### Relief et Géologie
La commune est recouverte de collines avec un point culminant à la Serre Rouge, au nord-ouest, et un point le plus bas à la limite de commune au sud-ouest, au niveau du Lauzon.

### Sismicité
Les cantons de Bonnieux, Apt, Cadenet, Cavaillon et Pertuis sont classés en zone Ib (risque faible). Les autres cantons du département de Vaucluse sont classés en zone Ia (risque très faible). Ce zonage correspond à une sismicité ne se traduisant qu'exceptionnellement par la destruction de bâtiments.

### Hydrographie
La commune est arrosée par le ruisseau Lauzon, un affluent de l'Ouvèze et par la Tuilière.

### Climat
Pour des articles plus généraux, voir Climat de Provence-Alpes-Côte d'Azur et Climat de Vaucluse.
En 2010, le climat de la commune est de type climat méditerranéen franc, selon une étude du Centre national de la recherche scientifique s'appuyant sur une série de données couvrant la période 1971-2000. En 2020, Météo-France publie une typologie des climats de la France métropolitaine dans laquelle la commune est exposée à un climat de montagne ou de marges de montagne et est dans la région climatique  Provence, Languedoc-Roussillon, caractérisée par une pluviométrie faible en été, un très bon ensoleillement (2 600 h/an), un été chaud (21,5 °C), un air très sec en été, sec en toutes saisons, des vents forts (fréquence de 40 à 50 % de vents > 5 m/s) et peu de brouillards. 
Pour la période 1971-2000, la température annuelle moyenne est de 13,3 °C, avec une amplitude thermique annuelle de 17,2 °C. Le cumul annuel moyen de précipitations est de 818 mm, avec 6,2 jours de précipitations en janvier et 3,7 jours en juillet. Pour la période 1991-2020, la température moyenne annuelle observée sur la station météorologique de Météo-France la plus proche, « Puyméras », sur la commune de Puyméras à 2 km à vol d'oiseau, est de 14,2 °C et le cumul annuel moyen de précipitations est de 700,2 mm. 
La température maximale relevée sur cette station est de 41,1 °C, atteinte le 28 juin 2019 ; la température minimale est de −10 °C, atteinte le 7 février 2012,,. 
Les paramètres climatiques de la commune ont été estimés pour le milieu du siècle (2041-2070) selon différents scénarios d'émission de gaz à effet de serre à partir des nouvelles projections climatiques de référence DRIAS-2020. Ils sont consultables sur un site dédié publié par Météo-France en novembre 2022.

## Urbanisme

### Typologie
Au 1er janvier 2024, Saint-Romain-en-Viennois est catégorisée commune rurale à habitat dispersé, selon la nouvelle grille communale de densité à sept niveaux définie par l'Insee en 2022.
Elle appartient à l'unité urbaine de Vaison-la-Romaine, une agglomération intra-départementale regroupant quatre  communes, dont elle est une commune de la banlieue,,. Par ailleurs la commune fait partie de l'aire d'attraction de Vaison-la-Romaine, dont elle est une commune de la couronne,. Cette aire, qui regroupe 14 communes, est catégorisée dans les aires de moins de 50 000 habitants,.

### Occupation des sols
L'occupation des sols de la commune, telle qu'elle ressort de la base de données européenne d’occupation biophysique des sols Corine Land Cover (CLC), est marquée par l'importance des territoires agricoles (77,4 % en 2018), en diminution par rapport à 1990 (81,2 %). La répartition détaillée en 2018 est la suivante : 
cultures permanentes (69,8 %), forêts (18,3 %), zones agricoles hétérogènes (7,6 %), zones urbanisées (4,3 %). L'évolution de l’occupation des sols de la commune et de ses infrastructures peut être observée sur les différentes représentations cartographiques du territoire : la carte de Cassini (XVIIIe siècle), la carte d'état-major (1820-1866) et les cartes ou photos aériennes de l'IGN pour la période actuelle (1950 à aujourd'hui).

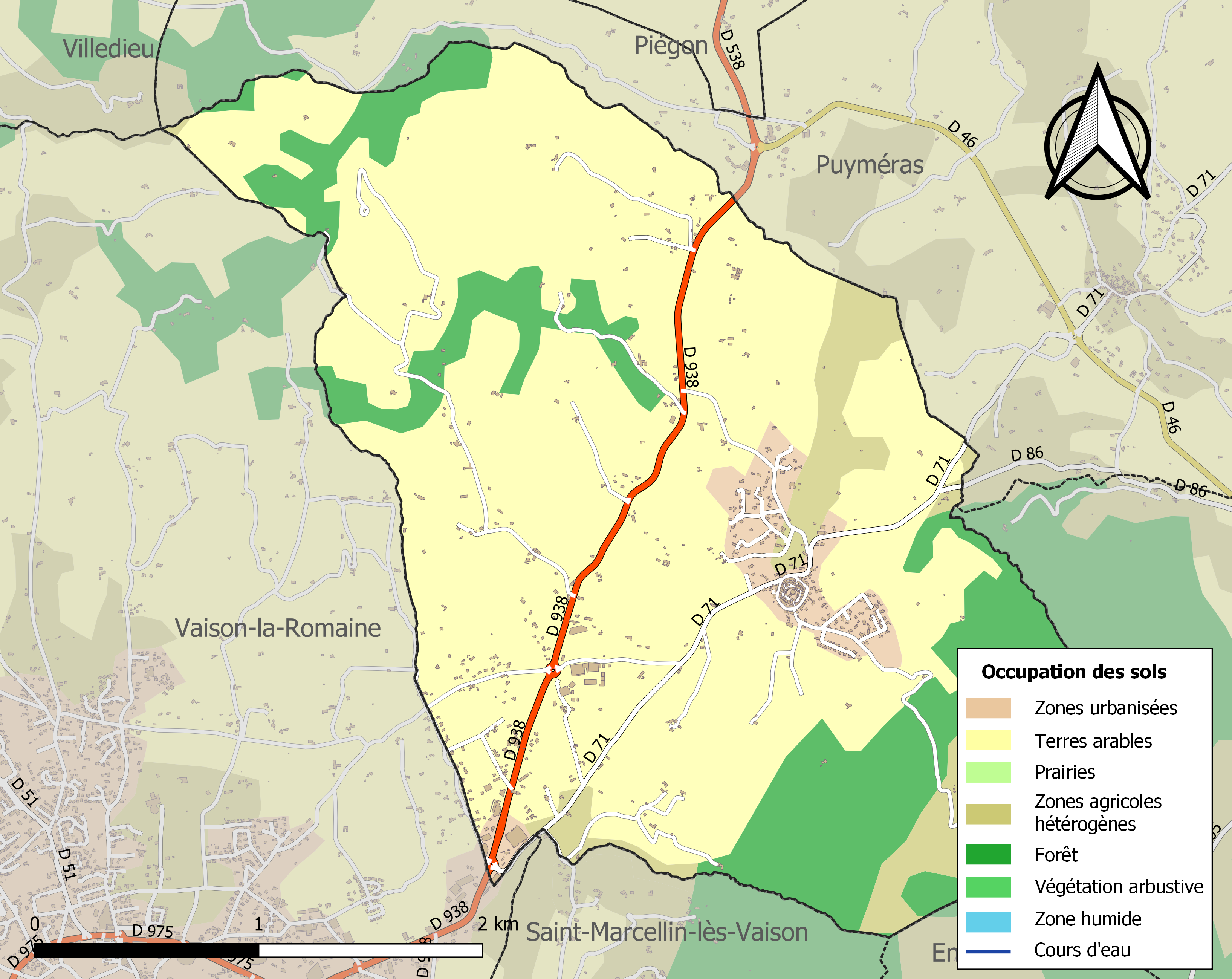
Carte des infrastructures et de l'occupation des sols de la commune en 2018 (CLC).

## Histoire

### Antiquité
Quelques vestiges de la colonisation romaine ont été exhumés dont un Jupiter Depulsorius au quartier des Condamines et une sépulture à mobilier au quartier de Flais.

### Moyen Âge
Le prieuré de Saint-Romain ayant été rattaché à l'abbaye de l'Isle-Barbe de Lyon, Raymond de Toulouse, comte de Provence, en 1220, reconnait le prieur comme seigneur foncier.
Les archives restent muettes sur les rapports des prieurs et des habitants de la communauté. Au cours du XIVe siècle, l'histoire a seulement retenu le nom de Raymond de Saint-Romain comme seigneur du village.

### Renaissance
En 1573, les religionnaires de Nyons - 500 gens d'armes et 300 cavaliers - attaquèrent Saint-Romain. Pour se défendre, les habitants jetèrent des ruches sur les assaillants. Mais, une seconde attaque, en 1589, eut plus de réussite et les protestants s'emparèrent de la place.
Au cours du XVIIe siècle, le fief devint un paréage entre plusieurs coseigneurs : les Seguins, les Chaussan, et les Lascaris de Castellon.

### Période moderne
Dans la première partie du XVIIIe siècle, le seigneur-prieur dut partager son fief avec les Seguins, les Balbany et les Thomas. Ce n'est qu'en 1772, que la coseigneurie se divisa en deux entre les Balbany et le prieur de Saint-Romain.
Le 12 août 1793 fut créé le département de Vaucluse, constitué des districts d'Avignon et de Carpentras, mais aussi de ceux d'Apt et d'Orange, qui appartenaient aux Bouches-du-Rhône, ainsi que du canton de Sault, qui appartenait aux Basses-Alpes.
Durant la Révolution, le village changea de nom et s'appela Romain-sur-Lauzon.
Au XIXe siècle, les collines étaient couvertes de pins et l'habitat est dispersé. Ce terroir produisait du blé, des olives des cocons à soie et un vin médiocre, le négoce privilégiant la quantité à la qualité.

### Période contemporaine
En mairie, a été entreposée une pierre sculptée sur ces deux faces. D'un côté se trouve la tiare pontificale avec les deux clés surmontant la date de 1665, de l'autre, celle de 1591, avec trois fleurs de lys disposées en triangle. Cette pierre dont l'origine est peu claire, mais à l'authenticité incontestable marquerait la double appartenance de ce fief au pape et au roi-Dauphin.
Pendant la Seconde Guerre mondiale, Saint-Romain fut un des lieux qui accueillit les maquisards lors de leurs opérations contre l'occupant.

### Héraldique
| Blason de Saint-Romain-en-Viennois | Les armes peuvent se blasonner ainsi : De gueules au dauphin d'or, au chef du même chargé de deux clefs de sable passées en sautoir. |

## Politique et administration

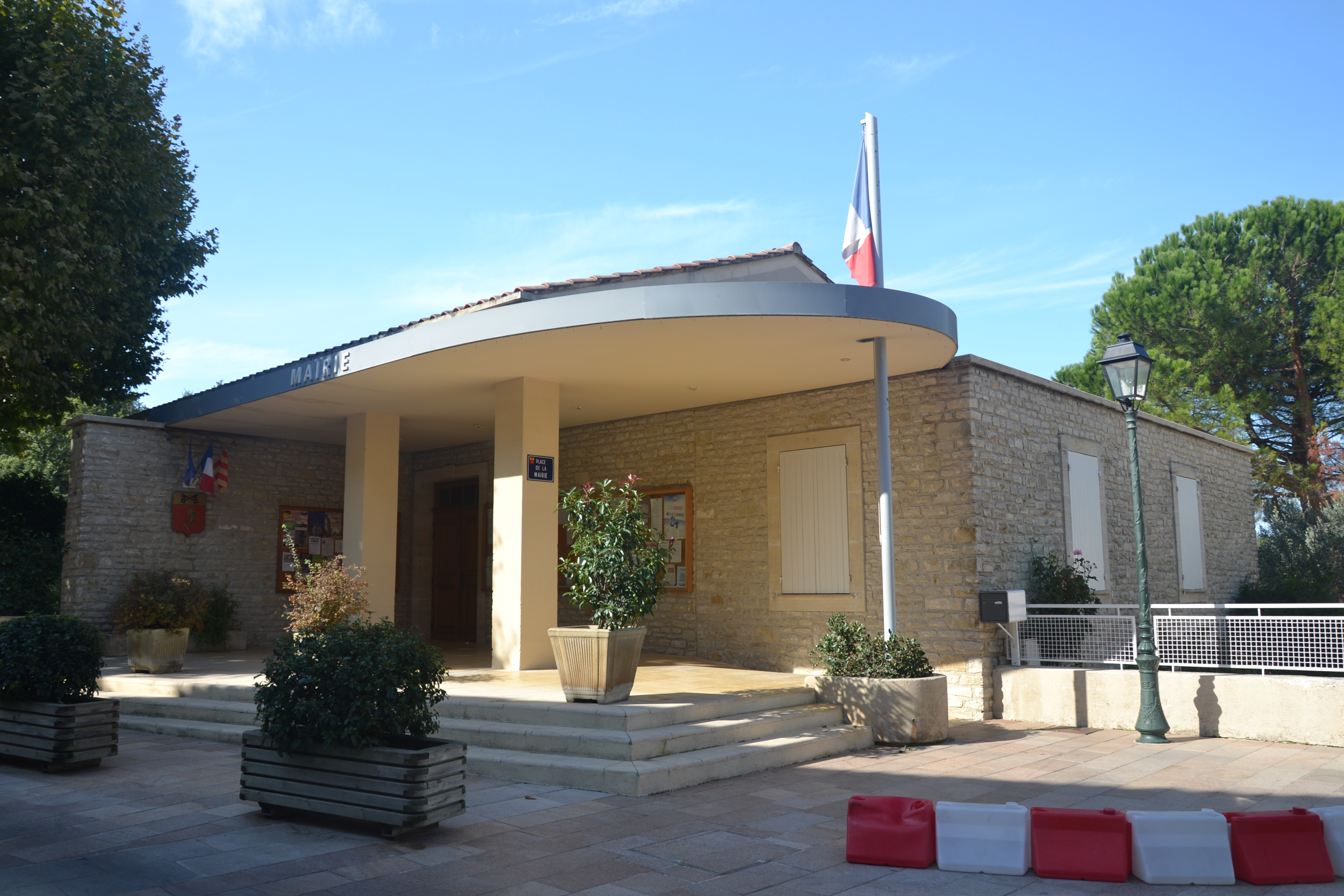
Mairie.

| Période                                  | Période      | Identité         | Étiquette | Qualité |
| ---------------------------------------- | ------------ | ---------------- | --------- | ------- |
| mars 1975                                | octobre 2006 | Augustin Bernard |           |         |
| octobre 2006                             | En cours     | Jacques Planchat |           |         |
| Les données manquantes sont à compléter. |              |                  |           |         |

### Fiscalité
| Taxe                                                | Part communale | Part intercommunale | Part départementale | Part régionale |
| --------------------------------------------------- | -------------- | ------------------- | ------------------- | -------------- |
| Taxe d'habitation (TH)                              | 5,83 %         | 0,00 %              | 7,55 %              | 0,00 %         |
| Taxe foncière sur les propriétés bâties (TFPB)      | 9,30 %         | 0,00 %              | 10,20 %             | 2,36 %         |
| Taxe foncière sur les propriétés non bâties (TFPNB) | 51,00 %        | 0,00 %              | 28,96 %             | 8,85 %         |
| Taxe professionnelle (TP)                           | 00,00 %        | 17,73 %             | 13,00 %             | 3,84 %         |

La part régionale de la taxe d'habitation n'est pas applicable.

### Intercommunalité
La commune fait partie de la communauté de communes Pays Vaison Ventoux, qui fait elle-même partie du syndicat mixte d'aménagement de l'Aygues et du syndicat mixte d'aménagement du bassin de l'Ouvèze (SIABO).

## Démographie
L'évolution du nombre d'habitants est connue à travers les recensements de la population effectués dans la commune depuis 1793. Pour les communes de moins de 10 000 habitants, une enquête de recensement portant sur toute la population est réalisée tous les cinq ans, les populations de référence des années intermédiaires étant quant à elles estimées par interpolation ou extrapolation. Pour la commune, le premier recensement exhaustif entrant dans le cadre du nouveau dispositif a été réalisé en 2006.

En 2022, la commune comptait 860 habitants, en évolution de +5,91 % par rapport à 2016 (Vaucluse : +1,73 %, France hors Mayotte : +2,11 %).
| 1793 | 1800 | 1806 | 1821 | 1831 | 1836 | 1841 | 1846 | 1851 |
| ---- | ---- | ---- | ---- | ---- | ---- | ---- | ---- | ---- |
| 385  | 324  | 342  | 455  | 517  | 496  | 508  | 482  | 504  |

| 1856 | 1861 | 1866 | 1872 | 1876 | 1881 | 1886 | 1891 | 1896 |
| ---- | ---- | ---- | ---- | ---- | ---- | ---- | ---- | ---- |
| 520  | 516  | 515  | 510  | 481  | 477  | 447  | 409  | 406  |

| 1901 | 1906 | 1911 | 1921 | 1926 | 1931 | 1936 | 1946 | 1954 |
| ---- | ---- | ---- | ---- | ---- | ---- | ---- | ---- | ---- |
| 403  | 387  | 368  | 409  | 343  | 324  | 313  | 306  | 314  |

| 1962 | 1968 | 1975 | 1982 | 1990 | 1999 | 2006 | 2011 | 2016 |
| ---- | ---- | ---- | ---- | ---- | ---- | ---- | ---- | ---- |
| 368  | 417  | 526  | 644  | 687  | 730  | 793  | 861  | 812  |

| 2021 | 2022 | - | - | - | - | - | - | - |
| ---- | ---- | - | - | - | - | - | - | - |
| 834  | 860  | - | - | - | - | - | - | - |

## Économie

### Tourisme
Tourisme viticole (caves de dégustation) et tourisme de randonnées (plusieurs circuits pédestres et vélo à proximité). On trouve sur la commune plusieurs gîtes et chambres d'hôtes qui permettent l'accueil des touristes.

### Agriculture
Le vignoble produit des vins classés en côtes-du-rhône. Les vins qui ne sont pas en appellation d'origine contrôlée peuvent revendiquer, après agrément, le label vin de pays de la Principauté d'Orange.

## Culture et patrimoine
On trouve sur la commune une église au cœur du bourg, une chapelle sur la colline au sud-ouest du bourg et une autre chapelle à l'ouest en direction de Vaison.

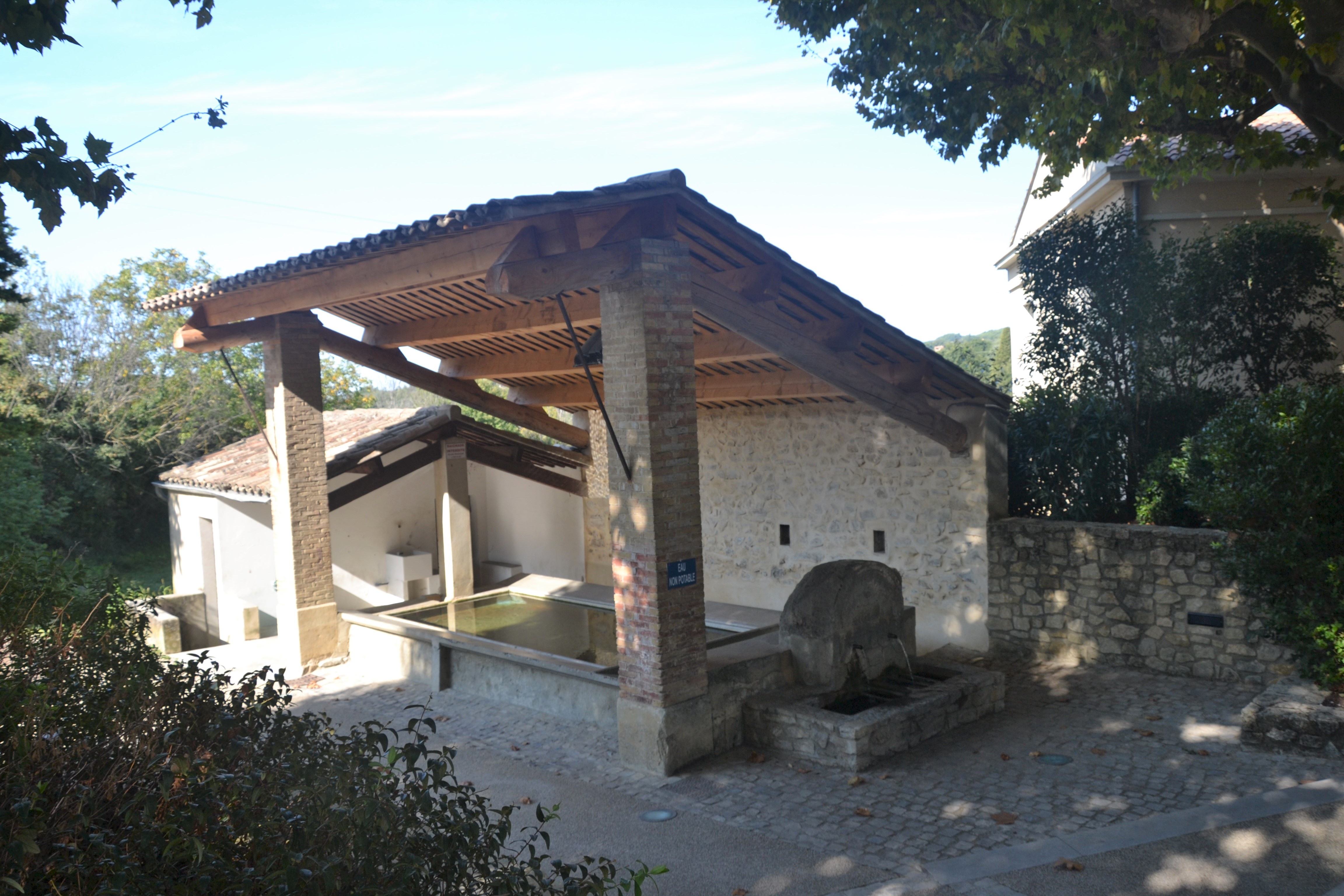
Le lavoir.
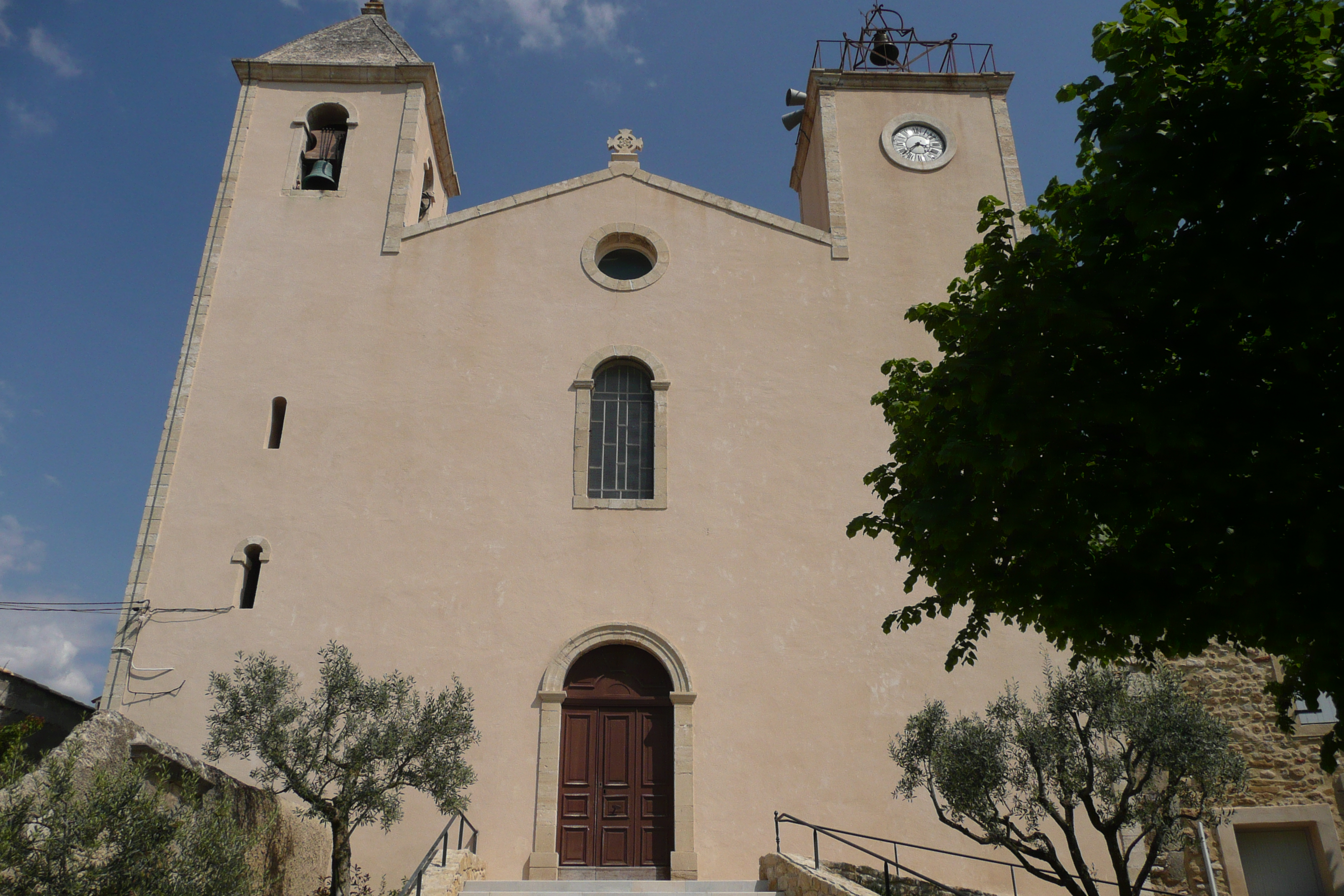
L'église.

## Équipements ou services

### Enseignement

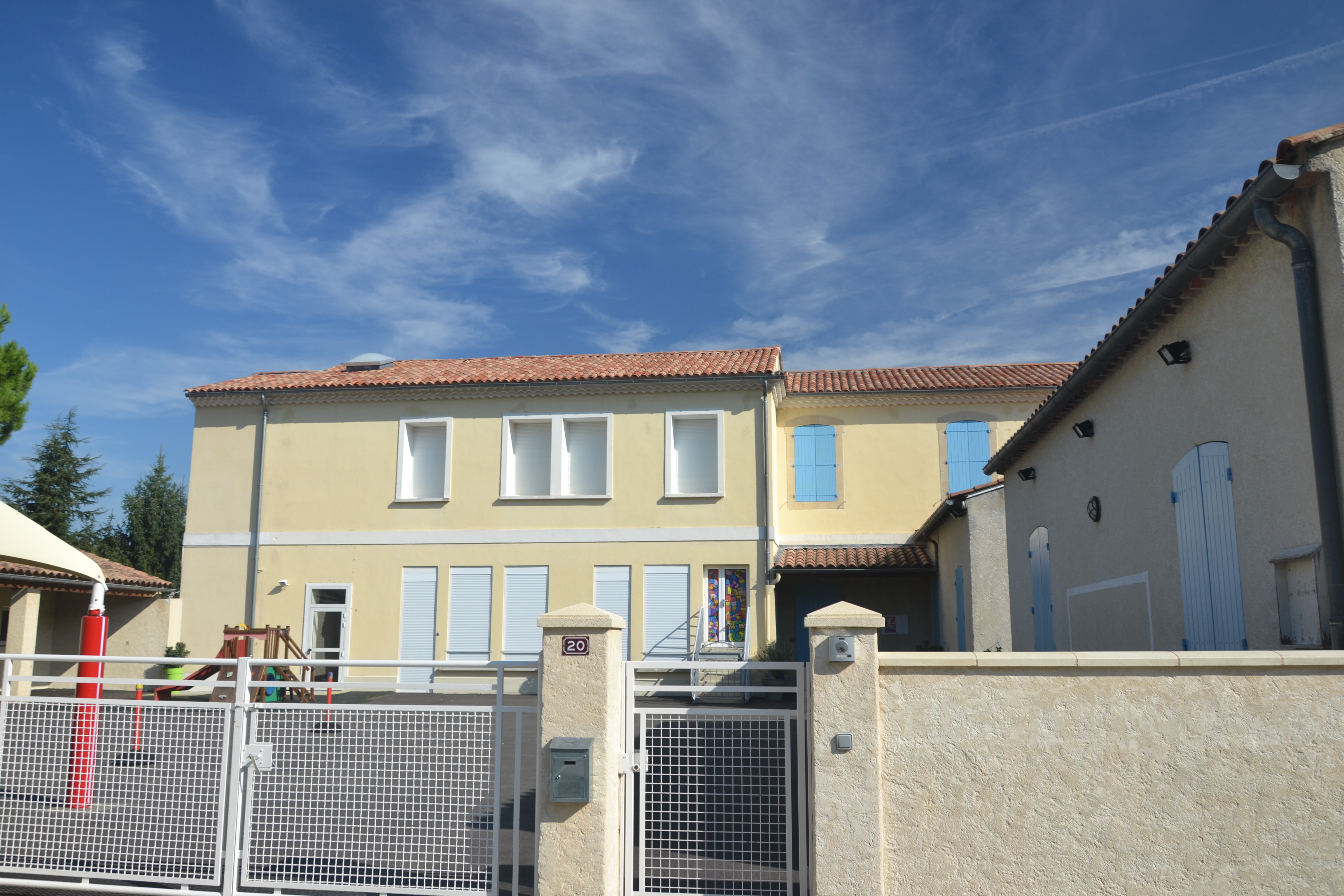
L'école du village.

La commune dispose d'une école primaire publique, ensuite les élèves sont affectés au collège Joseph-d'Arbaud à Vaison-la-Romaine, puis vers le lycée Stéphane Hessel de Vaison-la-Romaine.

### Sports
La commune possède un stade municipal au niveau des Condamines et a récemment acquis un city stade au niveau du parking du lavoir.

### Santé
Les professionnels et services de santé (pharmacie, médecin, hôpital, etc.) les plus proches sont à Vaison-la-Romaine.

## Vie locale

### Cultes
Le culte catholique est pratiqué, la paroisse de Saint-Romain-en-Viennois a pour saints patrons sainte Anne et saint Romain, les offices ont lieu dans l'église Sainte-Anne, construite au XIXe siècle en remplacement de l'ancien prieuré Sainte-Barbe. La paroisse fait partie du secteur inter-paroissial de Vaison-la-Romaine.

### Écologie et recyclage
La collecte et traitement des déchets des ménages et déchets assimilés et la protection et mise en valeur de l'environnement se font dans le cadre de la communauté de communes Pays Vaison Ventoux.
Il existe une déchèterie à l'entrée de Vaison-la-Romaine et une décharge à gravats à Villedieu.
Le village de Saint Romain en Viennois porte une attention particulière à l'écologie, notamment, en réutilisant un seul sapin, trouvé au bord de la route de Puyméras, pour le décoré pendant les périodes festives. On remarque alors que la commune ressort leurs sapin taillé et abattût depuis 2014 chaque année pour faire profiter les enfants et illuminer leurs yeux.

## Personnalités liées à la commune
- Germaine Montero, née Germaine Heygel (1909-2000), actrice de théâtre et de cinéma, chanteuse, décédée à Saint-Romain-en-Viennois, le 29 juin 2000.
- Jean-Paul Nerrière, inventeur du Globish, auteur du livre Don't speak English, parlez Globish, Eyrolles, 2004-2006.